# Université de Passau

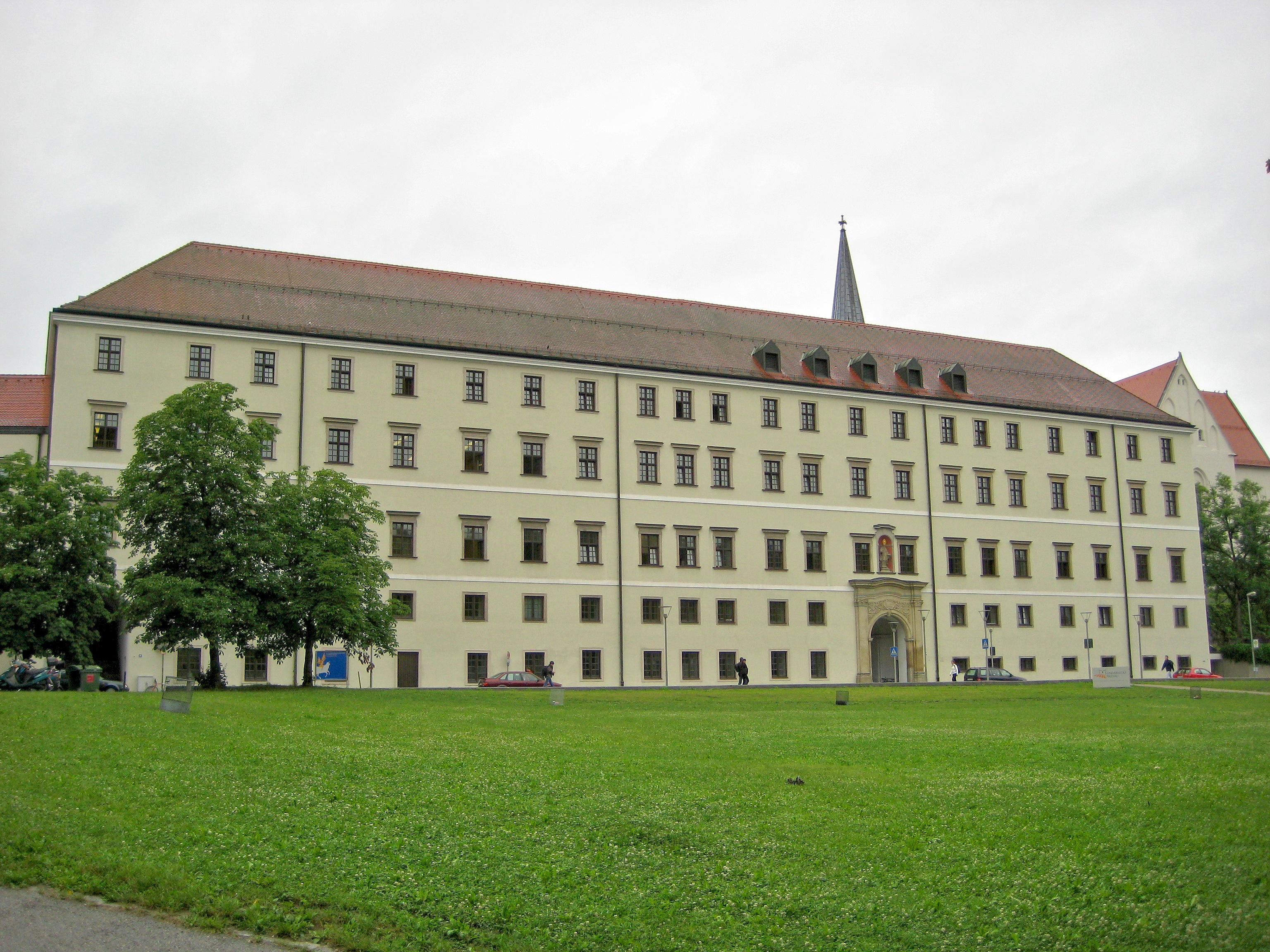
Cloître Nicolas (Nikolakloster), bâtiment principal.

L'université de Passau est une université allemande dans le Land de Bavière (Basse-Bavière). Elle est située dans la ville de Passau. C'est la plus jeune université de Bavière et la seule dans la Basse-Bavière. Elle a été créée le 1er août 1978.

## Facultés
L'université accueille 11 316 étudiants dans les facultés de :
- Théologie
- Droit
- Philosophie (sciences sociales et lettres)
- Sciences économiques
- Informatique et mathématiques

### Enseignements
Les formations de l'université de Passau sont axées sur les sciences humaines, le droit et l'informatique.

## Relations internationales
Programme d'échange d'étudiants Erasmus avec l'université canadienne Laval du Québec et les universités françaises :
- Bordeaux école de management
- Université Aix-Marseille I
- Université d'Angers
- École supérieure de commerce international (Lognes)
- Université de Caen-Normandie
- Université de Cergy-Pontoise
- Institut d'études politiques de Grenoble
- Université Joseph-Fourier
- Université du Maine
- Université Charles-de-Gaulle - Lille 3
- Université de Limoges
- École normale supérieure de Lyon (ENS)
- Université Paul-Verlaine
- Université de Nantes
- Institut national des langues et civilisations orientales (INALCO) Paris
- Université de Pau et des pays de l'Adour (UPPA)
- Institut d'études politiques de Rennes
- Université de Rouen
- Université de Strasbourg
- Institut d'études politiques de Toulouse
- Institut national polytechnique de Toulouse
- Université Toulouse-Capitole (sciences sociales)
- Université François-Rabelais
- Institut national des sciences appliquées de Lyon (INSA de Lyon)
- École supérieure des communications du Tunis (Sup'com)

## Campus
L'université de Passau possède un campus unique. Le bâtiment principal - abritant le centre de langues - est un ancien cloitre de monastère, le cloître Nicolas (en allemand : Nikolakloster). Les autres bâtiments sont de construction moderne.

## Personnalités liées à l'université

### Professeurs
- Ulrike Müßig, titulaire de la chaire de droit civil
- Ursula Reutner, titulaire de la chaire de langue et cultures romanes